# Chondriolejeunea shimizui
Chondriolejeunea shimizui là một loài Rêu trong họ Lejeuneaceae. Loài này được (N. Kitag.) Kis & Pocs mô tả khoa học đầu tiên năm 2001.